# Ermida do Senhor Jesus da Boa Morte

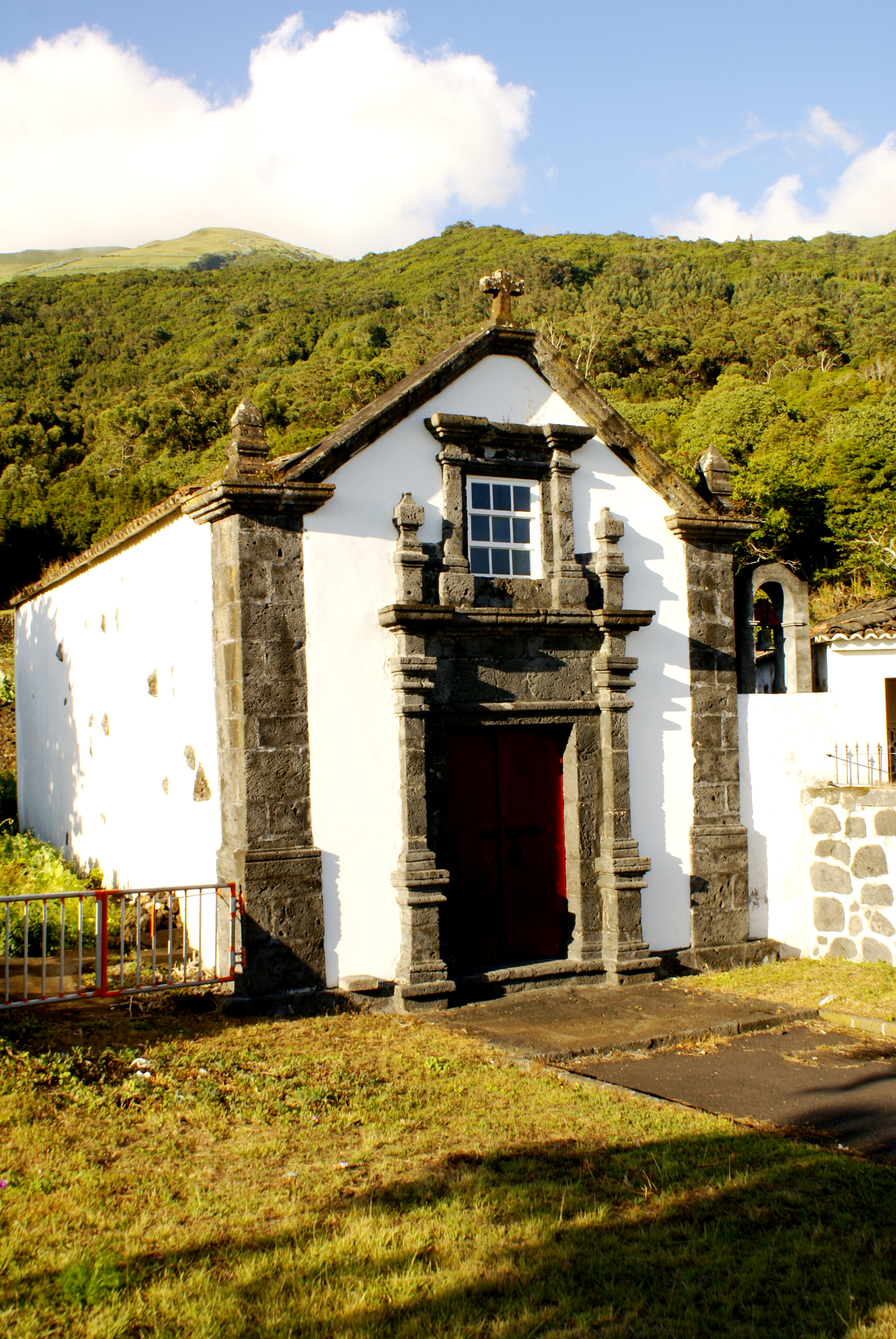
Ermida do Senhor Jesus da Boa Morte, Urzelina.

A Ermida do Senhor Jesus da Boa Morte é uma ermida Portuguesa localizada no lugar dos Casteletes, freguesia da Urzelina, concelho das Velas, ilha de São Jorge.
Esta ermida foi construída em estilo barroco apresentando um bom trabalho em cantaria de basalto negro com acabamentos em alvenaria que foi pintada a branco. É de destacar os trabalhos em pedra efectuado junto das portas, janelas.
Foi neste templo que a quando da erupção do vulcão da Urzelina que entrou em actividade em Maio de 1808 e que destruiu a antiga Igreja de São Mateus da Urzelina, então existente da Urzelina foram guardadas as alfaias, imagens e demais paramentos da referida igreja.